# Храм Девяти мучеников Кизических
Храм Девяти́ му́чеников Кизи́ческих — православный храм в Москве, относится к Центральному благочинию Московской городской епархии.
Храм расположен в Большом Девятинском переулке, получившем от него своё название.

## История
Первая деревянная церковь Девяти мучеников Кизических была построена в 1698 году недалеко от патриаршего Новинского монастыря. Её возвели по обету патриарха Адриана, который получил исцеление от паралича, связав это с чудесной помощью Кизических мучеников, мощи которых незадолго до этого были присланы ему с Востока. Храм строился по указу царя Петра I патриаршими служителями. После смерти патриарха Адриана при храме были оставлены патриаршие певчие, которых затем Пётр перевёз в Санкт-Петербург. С этого момента храм стал приходским.

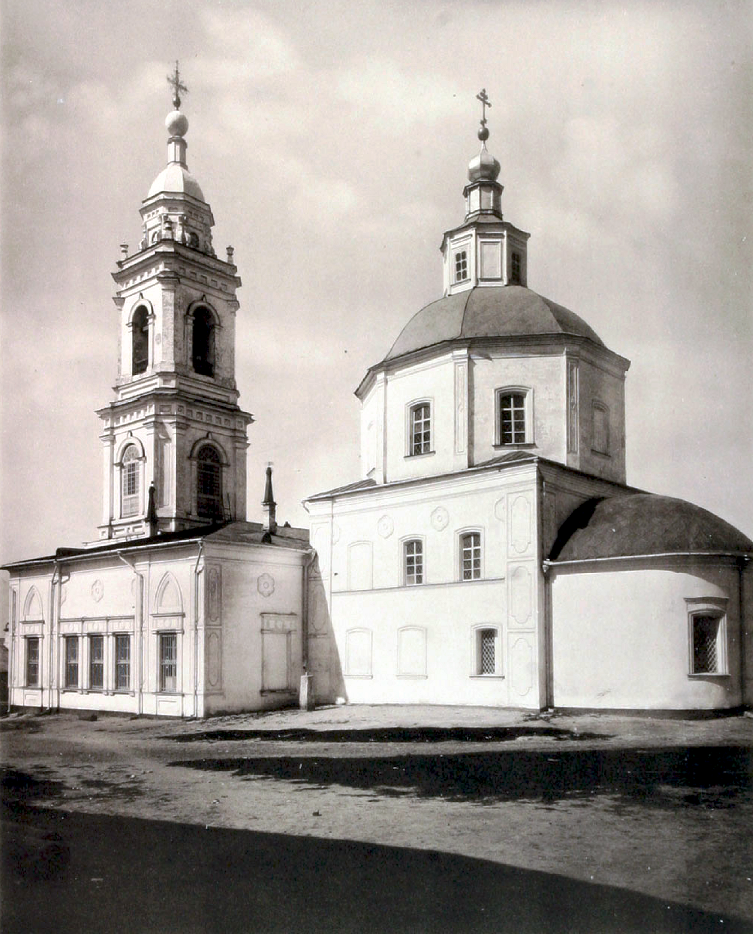
Храм в 1882 году. Фотография из альбома Николая Найдёнова

В правление Анны Иоанновны деревянная церковь сгорела. В 1732—1735 годах на его месте на средства купца Андрея Семёнова было построено современное каменное здание. В 1736 году был освящён придельный престол во имя архангела Михаила, а в 1738 году — главный престол во имя девяти Кизических мучеников. В том же году на средства Варвары Челищевой и Варвары Нерской была возведена трапезная с приделом великомученицы Варвары. В 1844 году к храму была пристроена трёхъярусная колокольня. В 1889 году по проекту архитектора Николая Финисова была перестроена паперть церкви.
В специально построенном здании работала церковно-приходская школа, называемая «Девятинской». В 1903 году в ней было 36 учащихся, попечителем был Владимир фон Мекк.
В 1908—1909 годах священником Девятинской церкви служил Александр Заозерский, в 2000 году причисленный к лику святых как священномученик для общецерковного почитания.
5 апреля 1922 года «в период ограбления храмов под предлогом изъятия ценностей в пользу голодающих» из храма изъяли 9 пудов 25 фунтов 48 золотников золотых и серебряных изделий.
В 1929 году храм был закрыт. Его передали Городской женской тюрьме, располагавшейся по соседству. Затем его передали ОГПУ, и он использовался для приведения в исполнение приговоров к расстрелу, из-за чего церковь получила в народе название «расстрельный храм». В 1970-х годах храм занимало учреждение «Гипробытпром». В 1976—1979 годах была выполнена реставрация храма, на его купол был возвращён крест.
Передача храма Русской православной церкви состоялась в 1992 году. В ходе реставрационных работ были открыты сохранившиеся росписи середины XIX века. Богослужения в храме возобновились с апреля 1994 года. В 2004 году в храм из церкви Рождества Иоанна Предтечи на Пресне вернулась его храмовая икона — образ Девяти мучеников Кизических.

## Прочие сведения
В XIX веке прихожанами храма были:
- Александр Грибоедов (в 1801 году его мать Анастасия Фёдоровна купила дом рядом с храмом, и церковные книги храма Девяти мучеников являются одним из источников биографии поэта до 1812 года);
- Александр Алябьев (с 1841 года проживал в доме своей жены на Новинском бульваре под надзором полиции до своей смерти в 1851 году).

## Духовенство
Клириками церкви являются:
- Протоиерей Антоний Серов - настоятель;
- Протоиерей Игорь Коньков;
- Протоиерей Дмитрий Валюженич;
- Иерей Владимир Соколов;
- Иерей Александр Петраков;
- Иерей Вадим Бондаренко;
- Диакон Николай Чинаев;
- Диакон Виталий Гасанов.